# 加姆斯山
47°08′07.3″N 9°22′28.2″E / 47.135361°N 9.374500°E

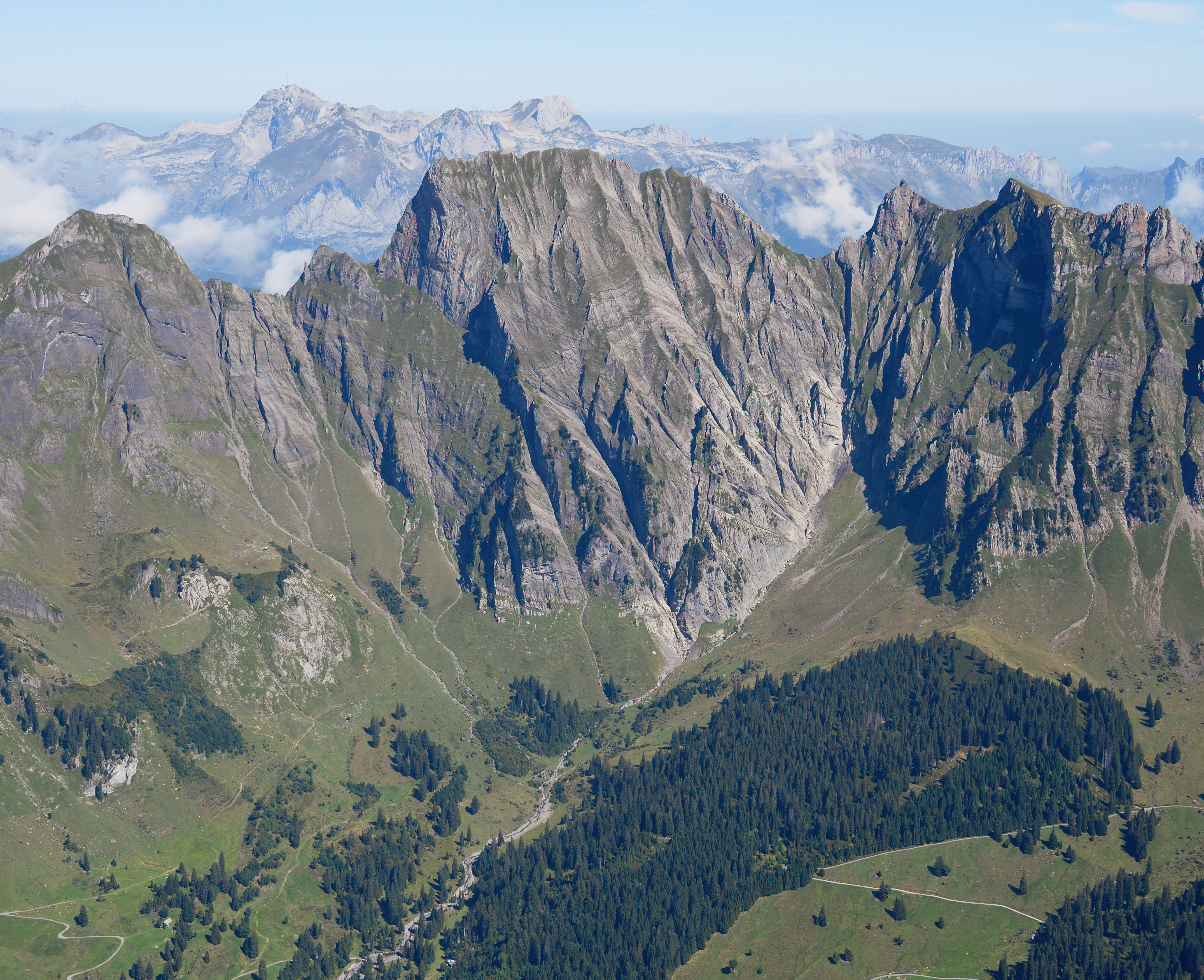

加姆斯山（Gamsberg），是瑞士的山峰，位於該國東北部，由聖加侖州負責管轄，屬於阿彭策爾阿爾卑斯山脈的一部分，海拔高度2,384米，每年平均降雨量1,954毫米。

## 外部連結
- Gamsberg on Hikr（页面存档备份，存于）